# Copa do Mundo FIFA de Futebol de Areia de 2013
A Copa do Mundo FIFA de Futebol de Areia de 2013 foi a 17ª edição do campeonato, a sétima organizada pela FIFA, entre 18 e 28 de setembro no Stade de To'ata em Papeete, no Taiti. Foi não só o primeiro evento da FIFA, mas também o primeiro grande evento esportivo realizado em uma nação insular do Pacífico, mais especificamente na Polinésia.
Pela segunda edição consecutiva, a Rússia sagrou-se campeã ao derrotar os rivais europeus da Espanha na final por 5 a 1.

## Equipes classificadas
As equipes classificadas para a competição foram:
| Zona asiática - Irã - Japão - Emirados Árabes Unidos Zona africana - Costa do Marfim - Senegal Zona sul-americana - Argentina - Brasil - Paraguai Zona oceânica - Ilhas Salomão | Zona europeia - Países Baixos - Rússia - Espanha - Ucrânia Zona norte, centro americana e caribenha - El Salvador - Estados Unidos País anfitrião - Taiti |

## Sede
Todos os jogos foram disputados no Stade de To'ata, em Papeete, a capital da Polinésia Francesa.
| Papeete           |
| ----------------- |
| Stade de To'ata   |
| Capacidade: 4 200 |
|                   |
|                   |

## Árbitros
Esta é a lista de árbitros que atuaram na Copa do Mundo de Futebol de Areia de 2013:
| Árbitros                                                                                |     |
| AFC                                                                                     | AFC |
| --------------------------------------------------------------------------------------- | --- |
| UAE Ebrahim Al-Mansory MAS Suhaimi Mat Hassan UZB Bakhtiyor Namazov THA Suwat Wongsuwan |     |
| CAF                                                                                     |     |
| TUN Bessem Boubaker MAD Said Hachim MAR Driss Lamghaidar                                |     |
| CONCACAF                                                                                |     |
| MEX Miguel Aguilar PAN Gumercindo Batista SLV Óscar Velásquez                           |     |
| OFC                                                                                     |     |
| SOL Hugo Pado                                                                           |     |

| Árbitros |          |
| CONMEBOL | CONMEBOL |
| --- | -------- |
| CHI Patricio Blanco ECU José Cortez PER Micke Palomino ARG Mariano Romo BRA Felipe Varejão                                                                         |          |
| UEFA |          |
| TUR Serdar Akçer RUS Alexander Berezkin ESP Rubén Eiriz ITA Gionni Matticoli NED Michael Medina BEL Emmanuel Vocale POL Tomasz Winiarczik SUI Christian Zimmermann |          |

## Fase de grupos
As 16 equipes classificadas foram divididas em quatro grupos de quatro equipes cada. Todas se enfrentaram dentro dos grupos, num total de três partidas. O vencedor e o segundo colocado de cada grupo avançaram as quartas-de-final.
|  | Equipes classificadas às quartas-de-final |
|  | Equipes eliminadas                        |

Todas as partidas seguem o fuso horário local (UTC−10).

### Grupo A
| Seleção                | P | J | V | V+ | D | GP | GC | SG |
| ---------------------- | - | - | - | -- | - | -- | -- | -- |
| Espanha                | 9 | 3 | 3 | 0  | 0 | 14 | 8  | +6 |
| Taiti                  | 5 | 3 | 1 | 1  | 1 | 10 | 9  | +1 |
| Estados Unidos         | 3 | 3 | 1 | 0  | 2 | 13 | 14 | –1 |
| Emirados Árabes Unidos | 0 | 3 | 0 | 0  | 3 | 8  | 14 | –6 |

| 19 de setembro | Espanha                                                | 5 – 4     | Estados Unidos                                           | Stade de To'ata, Papeete                 |
| 16:00          | Antonio 10', 31' · Llorenç 19' · Juanma 32' · Nico 35' | Relatório | Futagaki 7' · Perera 12' · Chimienti 15' · Valentine 32' | Público: 1 950 Árbitro: ARG Mariano Romo |

| 19 de setembro | Taiti                                           | 3 – 2     | Emirados Árabes Unidos        | Stade de To'ata, Papeete                   |
| 19:00          | R. Bennett 6' · Zaveroni 10' · Li Fung Kuee 14' | Relatório | Al-Hammadi 20' · Al-Kaabi 22' | Público: 4 000 Árbitro: BRA Felipe Varejão |

| 21 de setembro | Emirados Árabes Unidos       | 2 – 5     | Espanha                                                       | Stade de To'ata, Papeete              |
| 16:00          | Al-Kaabi 3' · Al-Hammadi 26' | Relatório | Antonio 17' · Raúl Mérida 28', 36' · Llorenç 34' · Cintas 36' | Público: 2 300 Árbitro: SOL Hugo Pado |

| 21 de setembro | Estados Unidos                                | 3 – 5 (pro) | Taiti                                                         | Stade de To'ata, Papeete                    |
| 19:00          | Tchen 18' (g.c.) · Chimienti 32' · Perera 35' | Relatório   | Li Fung Kuee 3' · R. Bennett 4' · Labaste 23' · Tepa 39', 39' | Público: 4 000 Árbitro: THA Suwat Wongsuwan |

| 23 de setembro | Emirados Árabes Unidos                            | 4 – 6     | Estados Unidos                                      | Stade de To'ata, Papeete                       |
| 16:00          | Al-Hammadi 1', 27' · Al-Balooshi 8' · Hussain 31' | Relatório | Perera 2', 17', 26' · Canale 8', 16' · Leopoldo 34' | Público: 1 100 Árbitro: PAN Gumercindo Batista |

| 23 de setembro | Taiti                       | 2 – 4     | Espanha                                    | Stade de To'ata, Papeete                      |
| 19:00          | Tepa 24' · Li Fung Kuee 34' | Relatório | Raúl Mérida 4', 10' · Kuman 7' · Pajón 17' | Público: 4 000 Árbitro: UZB Bakhtiyor Namazov |

### Grupo B
| Seleção       | P | J | V | V+ | D | GP | GC | SG |
| ------------- | - | - | - | -- | - | -- | -- | -- |
| Argentina     | 6 | 3 | 2 | 0  | 1 | 17 | 11 | +6 |
| El Salvador   | 6 | 3 | 2 | 0  | 1 | 13 | 11 | +2 |
| Ilhas Salomão | 3 | 3 | 1 | 0  | 2 | 13 | 15 | –2 |
| Países Baixos | 2 | 3 | 0 | 1  | 2 | 6  | 12 | –6 |

| 19 de setembro | Argentina                                                  | 4 – 1     | El Salvador | Stade de To'ata, Papeete                       |
| 17:30          | Leguizamón 4' · F. Hilaire 5' · de Ezeyza 13' · Medero 25' | Relatório | Robles 18'  | Público: 3 700 Árbitro: RUS Alexander Berezkin |

| 19 de setembro | Países Baixos | 0 – 2     | Ilhas Salomão       | Stade de To'ata, Papeete                    |
| 20:30          |               | Relatório | Luwi 25' · Muri 34' | Público: 3 600 Árbitro: TUN Bessem Boubaker |

| 21 de setembro | Ilhas Salomão                            | 5 – 8     | Argentina                                                                  | Stade de To'ata, Papeete                         |
| 17:30          | Talo 12', 13', 31' · Laua 13' · Luwi 15' | Relatório | Levi 1' · E. Hilaire 16', 28' · F. Hilaire 17' · Medero 25', 26', 31', 31' | Público: 3 900 Árbitro: SUI Christian Zimmermann |

| 21 de setembro | El Salvador                                                    | 5 – 1     | Países Baixos | Stade de To'ata, Papeete                 |
| 20:30          | Ruiz 6', 33' (pen) · Velásquez 7' · Hernández 22' · Batres 35' | Relatório | van Gessel 7' | Público: 2 300 Árbitro: TUR Serdar Akçer |

| 23 de setembro | Ilhas Salomão                                             | 6 – 7     | El Salvador                                              | Stade de To'ata, Papeete                    |
| 17:30          | Aisa 12' · Muri 17', 19', 24' · Talo 31' (pen) · Laua 34' | Relatório | Ruiz 6', 11', 14', 20', 33' · Velásquez 25' · Robles 30' | Público: 3 700 Árbitro: CHI Patricio Blanca |

| 23 de setembro | Países Baixos                                                           | 5 – 5 (pro) | Argentina                                   | Stade de To'ata, Papeete                |
| 20:30          | van der Geest 19' · Ax 20', 28' · van Dieren 26' · van den Ouweland 36' | Relatório   | E. Hilaire 1' · Levi 1' · Vivas 4', 7', 24' | Público: 2 800 Árbitro: MAD Said Hachim |

|                                    |       | Penalidades                               |  |
| van Gessel Ax van Dieren Klijbroek | 4 – 3 | Medero Leguizamón Franceschini E. Hilaire |  |

### Grupo C
| Seleção | P | J | V | V+ | D | GP | GC | SG  |
| ------- | - | - | - | -- | - | -- | -- | --- |
| Brasil  | 9 | 3 | 3 | 0  | 0 | 16 | 6  | +10 |
| Irã     | 3 | 3 | 1 | 0  | 2 | 8  | 10 | –2  |
| Ucrânia | 3 | 3 | 1 | 0  | 2 | 9  | 11 | –2  |
| Senegal | 3 | 3 | 1 | 0  | 2 | 11 | 17 | –6  |

- Nota: Irã, Ucrânia e Senegal foram posicionados por seus resultados no confronto direto.

| 18 de setembro | Senegal                                | 5 – 4     | Ucrânia                                        | Stade de To'ata, Papeete                |
| 17:30          | Fall 15', 16', 27', 35' · Koukpaki 22' | Relatório | Sydorenko 2' · Zborovskyi 3', 26' · Pachev 24' | Público: 3 350 Árbitro: ECU José Cortez |

| 18 de setembro | Brasil                                | 4 – 1     | Irã       | Stade de To'ata, Papeete                |
| 20:30          | Bruno Xavier 2', 15', 31' · Bueno 16' | Relatório | Akbari 9' | Público: 4 000 Árbitro: ESP Rubén Eiriz |

| 20 de setembro | Irã                                                   | 5 – 3     | Senegal                                 | Stade de To'ata, Papeete                      |
| 17:30          | Ahmadzadeh 2', 3', 21' · Akbari 16' · Boulokbashi 30' | Relatório | N. Sylla 16', 28' · Hosseini 16' (g.c.) | Público: 3 250 Árbitro: POL Tomasz Winiarczyk |

| 20 de setembro | Ucrânia                         | 2 – 4     | Brasil                                       | Stade de To'ata, Papeete                       |
| 20:30          | Zborovskyi 22' · Hladchenko 27' | Relatório | Bruno Xavier 5', 33' · Bruno 8' · Daniel 35' | Público: 2 100 Árbitro: UAE Ebrahim Al-Mansory |

| 22 de setembro | Irã                          | 2 – 3     | Ucrânia                                       | Stade de To'ata, Papeete                 |
| 17:30          | Ahmadzadeh 3' · Hosseini 33' | Relatório | A. Borsuk 3' · Korniichuk 22' · I. Borsuk 30' | Público: 3 700 Árbitro: TUR Serdar Akçer |

| 22 de setembro | Brasil                                                                           | 8 – 3     | Senegal                      | Stade de To'ata, Papeete                    |
| 20:30          | Daniel 2' · Bruno Xavier 5', 11', 30' · Bruno 6' · André 25', 26' · Jorginho 36' | Relatório | Koukpaki 10' · Fall 17', 28' | Público: 4 000 Árbitro: THA Suwat Wongsuwan |

### Grupo D
| Seleção         | P | J | V | V+ | D | GP | GC | SG |
| --------------- | - | - | - | -- | - | -- | -- | -- |
| Rússia          | 8 | 3 | 2 | 1  | 0 | 13 | 6  | +7 |
| Japão           | 5 | 3 | 1 | 1  | 1 | 8  | 8  | 0  |
| Paraguai        | 3 | 3 | 1 | 0  | 2 | 14 | 13 | +1 |
| Costa do Marfim | 0 | 3 | 0 | 0  | 3 | 11 | 19 | –8 |

| 18 de setembro | Paraguai                                                                                             | 10 – 6    | Costa do Marfim                                                          | Stade de To'ata, Papeete                      |
| 16:00          | López 9', 28', 31' · Morán 14', 28' · Benítez 19' (pen) · Pereira 20', 33' · Zayas 23' · Barreto 36' | Relatório | Kouassitchi 3', 15', 31' · López 11' (g.c.) · Sakanoko 7' · Tchetche 22' | Público: 2 800 Árbitro: UZB Bakhtiyor Namazov |

| 18 de setembro | Rússia                                                | 4 – 1     | Japão      | Stade de To'ata, Papeete                |
| 19:00          | Shishin 13', 14' · Krasheninnikov 31' · Peremitin 31' | Relatório | Tabata 28' | Público: 4 000 Árbitro: MAD Said Hachim |

| 20 de setembro | Japão                            | 3 – 1     | Paraguai  | Stade de To'ata, Papeete                    |
| 16:00          | Oda 2' · Moreira 8' · Tabata 14' | Relatório | Morán 26' | Público: 2 100 Árbitro: SLV Óscar Velásquez |

| 20 de setembro | Costa do Marfim                | 2 – 5     | Rússia                                            | Stade de To'ata, Papeete                   |
| 19:00          | Kouassitchi 27' · Sakanoko 30' | Relatório | Makarov 12', 28' · Shaykov 15' · Shishin 20', 31' | Público: 3 900 Árbitro: MEX Miguel Aguilar |

| 22 de setembro | Japão                                             | 4 – 3 (pro) | Costa do Marfim                          | Stade de To'ata, Papeete                    |
| 16:00          | Yamauchi 3' · Moreira 19', 38' · Matsuo 39' (pen) | Relatório   | Kouassitchi 1' (pen), 38' · Sakanoko 18' | Público: 2 400 Árbitro: CHI Patricio Blanca |

| 22 de setembro | Rússia                                        | 4 – 3 (pro) | Paraguai                            | Stade de To'ata, Papeete                         |
| 19:00          | Peremitin 2' · Makarov 13' · Shishin 16', 37' | Relatório   | Amarilla 21' · Morán 28', 36' (pen) | Público: 3 900 Árbitro: SUI Christian Zimmermann |

## Fase final
|  | Quartas de final | Quartas de final |                |       | Semifinais     | Semifinais     |  |  | Final          | Final |
|  |                  |                  |                |       |                |                |  |  |                |       |
|  | 25 de setembro   |                  |                |       |                |                |  |  |                |       |
|  |                  |                  |                |       |                |                |  |  |                |       |
|  | Espanha          | 2                |                |       |                |                |  |  |                |       |
|  | Espanha          | 2                | 27 de setembro |       |                |                |  |  |                |       |
|  | El Salvador      | 1                |                |       |                |                |  |  |                |       |
|  | El Salvador      | 1                | Espanha (pro)  | 2     |                |                |  |  |                |       |
|  | 25 de setembro   |                  | Espanha (pro)  | 2     |                |                |  |  |                |       |
|  |                  | Brasil           | 1              |       |                |                |  |  |                |       |
|  | Brasil           | Brasil           | 1              | 4     |                |                |  |  |                |       |
|  | Brasil           |                  | 28 de setembro | 4     |                |                |  |  |                |       |
|  | Japão            | 3                |                |       |                |                |  |  |                |       |
|  | Japão            | 3                | Espanha        | 1     |                |                |  |  |                |       |
|  | 25 de setembro   |                  | Espanha        | 1     |                |                |  |  |                |       |
|  |                  | Rússia           | 5              |       |                |                |  |  |                |       |
|  | Rússia           | Rússia           | 5              | 6     |                |                |  |  |                |       |
|  | Rússia           | 27 de setembro   |                | 6     |                |                |  |  |                |       |
|  | Irã              | 5                |                |       |                |                |  |  |                |       |
|  | Irã              | 5                | Rússia         | 5     | Terceiro lugar | Terceiro lugar |  |  |                |       |
|  | 25 de setembro   |                  | Rússia         | 5     | Terceiro lugar | Terceiro lugar |  |  |                |       |
|  |                  | Taiti            | 3              |       |                |                |  |  |                |       |
|  | Argentina        | Taiti            | 3              | 1     | Brasil (pen)   | 7 (1)          |  |  |                |       |
|  | Argentina        |                  |                | 1     | Brasil (pen)   | 7 (1)          |  |  |                |       |
|  | Taiti            | 6                |                | Taiti | 7 (0)          |                |  |  |                |       |
|  | Taiti            | 6                |                |       | 7 (0)          |                |  |  |                |       |
|  |                  |                  |                |       |                |                |  |  | 28 de setembro |       |
|  |                  |                  |                |       |                |                |  |  |                |       |

### Quartas-de-final
| 25 de setembro | Brasil                                          | 4 – 3     | Japão                                         | Stade de To'ata, Papeete                 |
| 16:00          | Eudin 8' · Datinha 10' · Daniel 29' · Bueno 31' | Relatório | Oda 6' · Moreira 20' (pen) · Bueno 30' (g.c.) | Público: 4 000 Árbitro: TUR Serdar Akçer |

| 25 de setembro | Argentina            | 1 – 6     | Taiti                                                                              | Stade de To'ata, Papeete                |
| 17:30          | E. Hilaire 16' (pen) | Relatório | Taiarui 9', 27' · N. Bennett 25' · R. Bennett 28' · Li Fung Kuee 29' · Tavanae 36' | Público: 4 200 Árbitro: ESP Rubén Eiriz |

| 25 de setembro | Espanha                  | 2 – 1     | El Salvador      | Stade de To'ata, Papeete                    |
| 19:00          | Antonio 7' · Llorenç 34' | Relatório | Torres 24' (pen) | Público: 3 900 Árbitro: CHI Patricio Blanca |

| 25 de setembro | Rússia                                                                            | 6 – 5     | Irã                                                     | Stade de To'ata, Papeete              |
| 20:30          | Eremeev 10', 31' · Krasheninnikov 19' · Peremitin 22' · Romanov 26' · Shishin 34' | Relatório | Mesigar 6', 25' · Boulokbashi 10', 22' · Ahmadzadeh 33' | Público: 3 900 Árbitro: SOL Hugo Pado |

### Semifinal
| 27 de setembro | Rússia                                  | 5 – 3     | Taiti                                          | Stade de To'ata, Papeete                    |
| 19:00          | Shishin 9', 17', 35' · Makarov 33', 35' | Relatório | Tepa 13' · Makarov 17' (g.c.) · N. Bennett 26' | Público: 4 200 Árbitro: CHI Patricio Blanca |

| 27 de setembro | Espanha               | 2 – 1 (pro) | Brasil          | Stade de To'ata, Papeete                |
| 20:30          | Juanma 21' · Nico 37' | Relatório   | Bruno Xavier 5' | Público: 4 200 Árbitro: MAD Said Hachim |

### Terceiro lugar
| 28 de setembro | Brasil                                                                               | 7 – 7 (pro) | Taiti                                                                    | Stade de To'ata, Papeete                     |
| 19:00          | Bruno Xavier 7' · Daniel 12' · André 12' · Eudin 14', 19' · Jorginho 24' · Bruno 39' | Relatório   | Li Fung Kuee 1', 24' · Amau 12' · Taiarui 21', 35' · N. Bennett 33', 39' | Público: 4 200 Árbitro: ITA Gionni Matticoli |

|          |       | Penalidades  |  |
| Jorginho | 1 – 0 | Li Fung Kuee |  |

### Final
| 28 de setembro | Espanha     | 1 – 5     | Rússia                                                            | Stade de To'ata, Papeete                 |
| 20:30          | Llorenç 24' | Relatório | Shkarin 13' · Romanov 15' · Krasheninnikov 18', 31' · Shishin 36' | Público: 4 200 Árbitro: TUR Serdar Akçer |

## Premiação
| Campeonato Mundial de Futebol de Areia de 2013 |
| Rússia                                         |
| ---------------------------------------------- |
| RÚSSIA Campeã (2º título)                      |

| Artilheiro de Ouro    | Artilheiro de Prata | Artilheiro de Bronze     |
| --------------------- | ------------------- | ------------------------ |
| RUS Dmitrii Shishin   | BRA Bruno Xavier    | SLV Agustín Ruiz         |
| Bola de Ouro          | Bola de Prata       | Bola de Bronze           |
| BRA Bruno Xavier      | JPN Ozu Moreira     | TAH Raimana Li Fung Kuee |
| Luva de Ouro          |                     |                          |
| ESP Dona              |                     |                          |
| Troféu FIFA Fair Play |                     |                          |
| Rússia                |                     |                          |

Fonte: 